# روسلان چاگائف
روسلان چاگائف (تاتاری: Руслан Шамил улы Чагаев؛ زادهٔ ۱۹ اکتبر ۱۹۷۸) بوکسور سابق اهل ازبکستان است.